# Mikoyan-Gurevich Ye-8
Il Mikoyan-Gurevich Ye-8 in russo Микояна и Гуревича Е-8? era un prototipo di monomotore a getto da caccia ad ala a delta progettato dall'OKB 155, diretto congiuntamente da Artëm Ivanovič Mikojan e Michail Iosifovič Gurevič, e sviluppato in Unione Sovietica nei primi anni sessanta.

## Storia

### Sviluppo
Durante il 1961 l'OKB MiG progettò un caccia intercettore monoposto ridisegnando la configurazione alare e conseguentemente la presa d'aria del MiG-21PF, in particolare si adottò una configurazione canard. Furono costruiti due prototipi, lo Ye-8/1 e lo Ye-8/2, ed entrambi gli aerei ricevettero la designazione da parte dell'aviazione di MiG-23 (notare che poi il MiG-23 fu un altro).
Lo Ye-8 aveva ipersostentatori soffiati (sistema di ipersostentazione che riceveva un flusso pressurizzato spillato al compressore del motore), alette canard come detto ed era propulso da una nuova versione del Tumanskij R-11F (sviluppato dall'ing. Metskhvarisvili), chiamato R-21F. Il primo prototipo (con il numero in codice 81 stampato in rosso sulla fusoliera) compì il suo primo volo il 17 aprile 1962 con il pilota collaudatore G. K. Mossolov ai comandi. A causa di problemi ai motori, Mossolov fu costretto ad eiettarsi l'11 settembre, rimanendo gravemente ferito. Il nuovo motore infatti mancava di affidabilità, su quaranta voli si ruppe ben 11 volte. I progettisti ed i meccanici erano costretti a sistemarlo addirittura sulla pista, cambiando compressore, pompe, iniettori, regolatori di flusso e persino tutto il motore. Era tutto inutile: il turbogetto era particolarmente delicato e sensibile alle alte velocità. L'incidente, infatti, occorse a Mach 1,8 ad una quota di 15 000 metri in accelerazione: una girante del sesto stadio del compressore collassò. Tutto il disco attraversò il motore, la fusoliera e tranciò di netto mezza semiala destra. Inevitabilmente l'aeroplano perse il controllo ed iniziò a precipitale a spirale verso il suolo, lasciando una scia di fumo. Il pilota non aveva altra scelta che eiettarsi ad una velocità di circa 1 200 km/h. Ci volle un mese e mezzo per riuscire a strappare alla morte il povero Molosov. In totale il primo prototipo accumulò 16 ore di volo e 22 minuti per un totale di circa 100 voli di collaudo.
Il secondo prototipo aveva il numero 82. L'aeroplano era stato sviluppato dal MiG-21 dal quale era stata modificata anche la presa d'aria, spostata appena sotto l'ala, mentre il naso era a punta per il cono che ospitava il radar "Sapphire 23". La presa d'aria era a geometria variabile e l'ala aveva la pianta a delta.

Questo nuovo impianto aerodinamico era stato studiato per rendere il caccia molto più efficace nei dogfight (combattimento manovrato dove si usa il solo cannone).

Il "rosso 82" volò, con ai comandi il pilota collaudatore A. Fedotov, il 29 giugno 1962 e fece ben 13 prove di volo prima che l'incidente del "rosso 81" lo facesse rimanere a terra.
Alla fine si decise, sia da parte degli ufficiali della VVS che da parte degli ingegneri, di abbandonare il lavoro. Alcuni giornalisti statunitensi riuscirono comunque a sottrarre qualche informazione sullo Ye-8.